# دنزل ویتاکر
دنزل ویتاکر (انگلیسی: Denzel Whitaker؛ زادهٔ ۱۵ ژوئن ۱۹۹۰) یک هنرپیشه، و بازیگر سینما اهل ایالات متحده آمریکا است.
از فیلم‌ها یا برنامه‌های تلویزیونی که وی در آن نقش داشته است می‌توان به آدم‌ربایی، روز تعلیم و پاکسازی اشاره کرد.